# Światowa Socjalistyczna Partia Stanów Zjednoczonych
Światowa Socjalistyczna Partia Stanów Zjednoczonych (ang. World Socialist Party of the United States, WSPUS) – amerykańska socjalistyczna partia polityczna założona w 1916 w Detroit.

## Historia
Partia pierwotnie nazywała się jako „Socjalistyczna Partia Stanów Zjednoczonych” (SPUS), analogicznie do Socjalistycznej Partii Wielkiej Brytanii (SPGB) i Socjalistycznej Partii Kanady (SPC). Partia została założona w dniu 7 lipca 1916 przez 42 członków Socjalistycznej Partii Ameryki z Detroit. SPUS postulowała wycofanie się USA z I wojny światowej i początkowo popierała rewolucję bolszewicką, z czasem jednak działacze partii uznali że nowy system radziecki może być jedynie państwem kapitalistycznym, więc nie powinien być wspierany przez socjalistów. W 1947 partia zmieniła nazwę na obecną, mającą podkreślać związek ze światowym ruchem socjalistycznym.
WSPUS w latach 1986-2011 publikował magazyn World Socialist Review. Aktualnie pod tą samą nazwą prowadzony jest serwis informacyjny o tematyce polityczno-społecznej.